# Budapesti vámházak
Budapest területén az évszázadok során a vámok beszedésére különféle épületeket emeltek. Ezek közül sok az évszázadok alatt elpusztulhatott. Nagyobb épületállományról a 19. század második felének városfejlődési időszakából maradtak fenn adatok. A városi vámot végül 1950-ben szüntették meg; a különböző kisebb kiszolgálóépületek megsemmisültek, de a nagyobb vámházak többsége megmaradt, egyéb funkciót kapva.
| Kép | Cím                                           | Megjegyzés                                                       |
| --- | --------------------------------------------- | ---------------------------------------------------------------- |
|     | Fővám tér 8.                                  | Fővámház, Épült: 1870–1874, Ybl Miklós; ma közgazdasági egyetem. |
|     | Váci út és a Szekszárdi utca kereszteződésél  | Elbontották.                                                     |
|     | Fehérvári út 43.                              |                                                                  |
|     | Szilágyi Erzsébet fasor 18.                   | Ma a Szent János Kórház része.                                   |
|     | Győri út és Alkotás utca találkozásánál       | Elbontották.                                                     |
|     | Istenhegyi és a Németvölgyi út találkozásánál |                                                                  |
|     | Szépjuhásznénál                               |                                                                  |
|     | Erzsébet királyné útja 122.                   | Felújították.                                                    |
|     | Fehér út (Éles sarok)                         |                                                                  |
|     | Kőbányai út 47.                               |                                                                  |
|     | Bécsi út 174/b.                               |                                                                  |
|     | Szentendrei út                                | Filatorigát HÉV-állomásnál.                                      |
|     | Kerepesi út 81.                               |                                                                  |
|     | Üllői út 108.                                 | Felújították. Ma a Hotel Omnibusz működik benne.                 |
|     | Bartók Béla út                                | Elbontották.                                                     |
|     | Budaörsi út                                   | Elbontották.                                                     |

Érdekesség, hogy – a városon belül – a budapesti hidak hídfőjeihez is épültek kis vámházak, amikből hídvámot szedtek.